# Frigga (Marvel Comics)
Frigga est une déesse dans l'univers Marvel de la maison d'édition américaine Marvel Comics. Créé par Stan Lee, Robert Bernstein et Joe Sinnott, le personnage de fiction apparaît pour la première fois dans le comic book Journey into Mystery #92 de mai 1963. Le personnage est inspiré de la déesse scandinave Frigg dans la mythologie nordique.

## Historique de publication
Après sa première apparition dans Journey into Mystery #92 en mai 1963, Frigga apparu dans Thor Annual #10 (1982), Thor #344 (juin 1984), Marvel Graphic Novel #15 - The Raven Banner (1985), Journey Into Mystery #504-505 (décembre 1996-janvier 1997), #512-513 (septembre-octobre 1997), Thor #26 (août 2000), et Loki #3 (janvier 2004).
Frigga fait partie de la liste des Asgardiens de l'Official Handbook of the Marvel Universe Deluxe Edition #1.

## Biographie du personnage
Frigga est une Asgardienne. C'est la reine d'Asgard, l'épouse d'Odin, la belle-mère de Thor et la mère adoptive de Loki. Elle eut trois enfants avec Odin : Balder, Hermod et Tyr.
Une ancienne prophétie asgardienne annonçait que Ragnarök, l'anéantissement des Asgardiens, serait déclenché par la mort de Balder. Odin et Frigga élevèrent Balder en dissimulant son lignage royal de peur qu'il ne soit la cible d'attaques. Ce n'est que bien des années après qu'il apprit la vérité. La déesse décida aussi d'invoquer des sorts sur son fils Balder pour le protéger des blessures mortelles. Seul le gui peut le blesser mortellement.
Frigga est aussi connue pour avoir supervisé l'entraînement des Jeunes Dieux qui devinrent les apprentis des Célestes. À cause des évènements de Ragnarök, Frigga est considérée comme ayant souffert des mêmes maux que le reste des Asgardiens.
Après Ragnarök, Thor recréa Asgard et rétablit les Asgardiens.

## Adaptations à d'autres médias

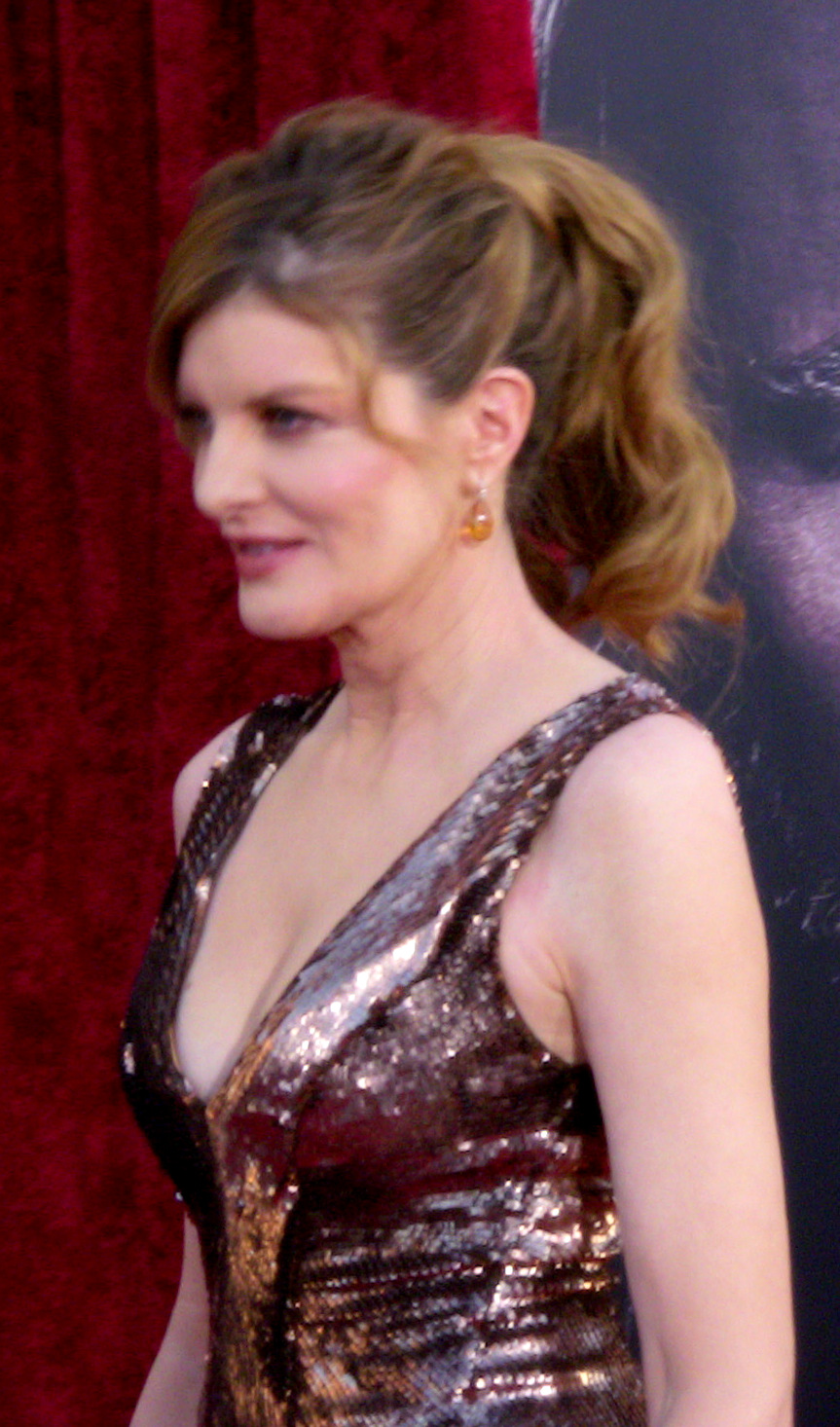
L'actrice Rene Russo incarne Frigga dans les films Thor de 2011, Thor : Le Monde des ténèbres de 2013 et Avengers : Endgame de 2019.

Le personnage de fiction est adapté au cinéma dans trois films de l'univers cinématographique Marvel. La déesse est interprétée par Rene Russo dans Thor d'avril 2011, réalisé par Kenneth Branagh. L'actrice reprend son rôle dans la suite Thor : Le Monde des ténèbres (Thor: The Dark World) de novembre 2013, réalisé par Alan Taylor, et dans le film Avengers : Endgame d'avril 2019, réalisé par Anthony et Joe Russo.